# Nauvoo-Tempel

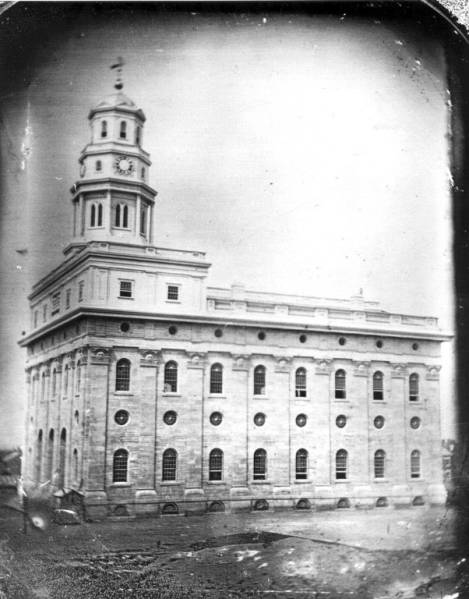
Foto des ursprünglichen Tempels (um 1847)

Der Nauvoo-Tempel ist ein Tempel der Kirche Jesu Christi der Heiligen der Letzten Tage in Nauvoo (Illinois), der in den Jahren 2000 bis 2002 anstelle eines im 19. Jahrhundert zerstörten Vorgängers errichtet wurde.
Der ursprüngliche Bau, 1846 geweiht, war nach dem Kirtland-Tempel das zweite Objekt dieser Art, das von der Glaubensgemeinschaft errichtet wurde. Im Winter 1846 wurden die meisten Kirchenmitglieder gezwungen, den Ort zu verlassen. 1848 verkaufte die Kirche das Gebäude. Nach weitgehender Zerstörung durch Brandstiftung und einen Tornado wurden die Reste schließlich abgerissen.
1937 kaufte die Kirche das Gelände zurück und begann im Jahr 2000 mit dem Bau eines neuen Tempels. Dessen Hülle ist eine exakte Nachbildung des zerstörten Vorgängerbaus, im Inneren kamen jedoch modernere Entwürfe zum Einsatz. Am 27. Juni 2002, dem Datum des 158. Jahrestages der Ermordung von Joseph Smith, wurde das Bauwerk als Nauvoo Illinois Tempel geweiht.

## Geschichte

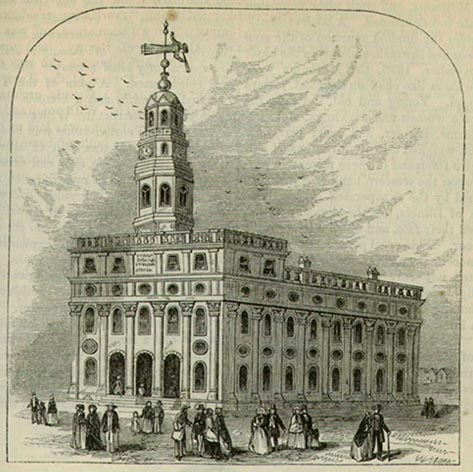
Kupferstich von 1923

Als die Mormonen 1839 ihr Hauptquartier in Nauvoo errichteten, trafen sie auch Vorbereitungen zur Erbauung eines Tempels. Am 6. April 1841 fand die Grundsteinlegung durch Joseph Smith statt. Sidney Rigdon hielt die Weiheansprache.
An der Basis war das Gebäude 39 Meter lang und 27 Meter breit, mit einem Uhrturm und einem Windrichtungsgeber erreichte es eine Höhe von 50 Metern – eine Steigerung um 60 % gegenüber dem Kirtland-Tempel. Wie der Kirtland-Tempel besaß der Nauvoo-Tempel zwei Versammlungshallen, eine im Unter- und eine im Obergeschoss, die als niedriges oder oberes Gericht bezeichnet wurden. Beide hatten Schulungsräume und Büros im Dachgeschoss. Im Gegensatz zu Kirtland besaß der Tempel ein komplettes Untergeschoss, wo ein Taufbecken stand.

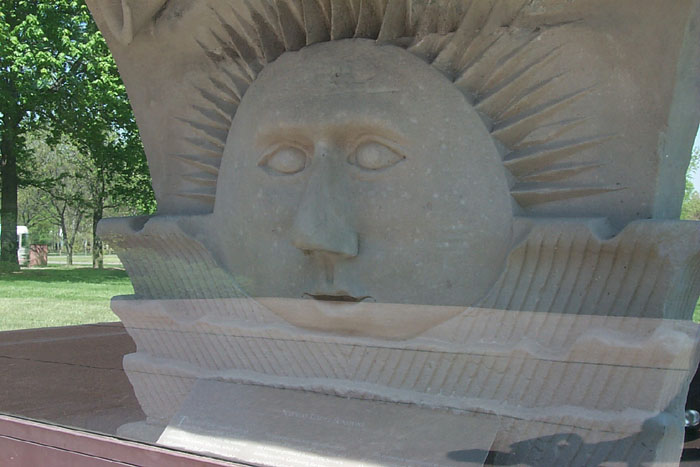
Sonnenstein des ursprünglichen Tempels vor dem Besucherzentrum der HLT-Kirche in Nauvoo

Der Tempel war im Stil des Greek Revival von dem Architekten William Weeks gestaltet worden. Weeks verwendete besondere mormonische Motive, wie etwa Sonnensteine, Mondsteine und Sternensteine. Es wird fälschlicherweise angenommen, dass diese Motive die Reiche der Herrlichkeit darstellen. Die Steine sind jedoch in der falschen Reihenfolge. Stattdessen sollen die Steine auf den Vers in (Offb 12,1 ) verweisen und auf die Frau hindeuten. Die Frau ist „bekleidet mit der Sonne, hat den Mond unter ihren Füßen und trägt die Krone der zwölf Sterne“.
Der Tempel war erst zur Hälfte fertiggestellt, als Joseph Smith ermordet wurde. Als Brigham Young zum Präsidenten in Nauvoo ernannt wurde, ermutigte dieser die Mitglieder, den Tempelbau fortzusetzen, damit dieser noch für Totentaufen, Siegelungen und das Endowment genutzt werden konnte. Der Tempel war weniger als drei Monate in Betrieb.
Am 11. März 1848 verkaufte die HLT-Kirche den Tempel für 5000 Dollar an David T. LeBaron. Am Abend des 8./9. Oktober 1848 wurde im Tempel Feuer gelegt; Löschversuche waren ergebnislos. Am 2. April 1849 verkaufte LeBaron das beschädigte Gebäude an Étienne Cabet für 2000 Dollar. Dessen Anhänger, die Ikarier, wollten dort ein kommunistisches Paradies schaffen.

## Zerstörung

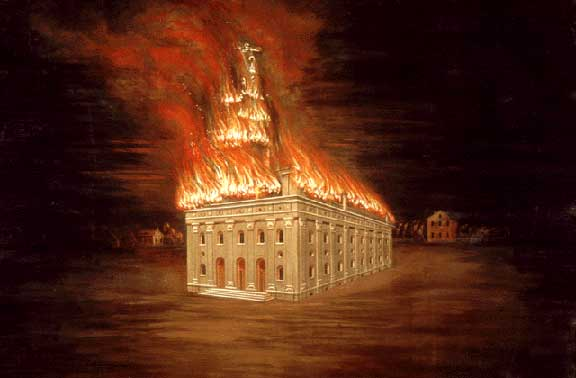
Der brennende Nauvoo-Tempel

Nach dem Brand blieben nur die vier Grundmauern erhalten. Cabet, der Anführer der Ikarier, war fasziniert vom Tempel und wollte ihn wiederaufbauen. In dieses Vorhaben investierte er eine beträchtliche Menge Geld. Jedoch wurde Nauvoo am 27. Mai 1850 von einem Tornado getroffen, der eine Wand des Tempels niederriss. Ein Augenzeuge behauptete, dass „der Tornado es auf den Tempel abgesehen hatte“ und „den Sturz der Wände hörte man noch meilenweit entfernt“. Cabet befahl im Interesse der öffentlichen Sicherheit den Abriss zweier weiterer Wände. Nur die Fassade blieb stehen. Die Anhänger von Cabet benutzten Steine des Tempels, um ein neues Schulgebäude zu bauen. Ab dem Jahre 1857 hatten aber viele Anhänger von Cabet die Stadt verlassen und die restlichen Steine des Tempels wurden zum Bau von anderen Gebäuden in Hancock County benutzt. Im Februar 1865 ordnete der Stadtrat von Nauvoo an, dass die letzten Teile des Tempels abgebrochen werden sollen. Bald danach verschwanden alle Hinweise auf den Tempel bis auf eine Handpumpe, die Wasser zum Taufbecken leitete. Von den letzten drei erhaltenen Sonnensteinen befindet sich einer im Besucherzentrum der Kirche Jesu Christi der Heiligen der Letzten Tage in Nauvoo, einer im Smithsonian Institution Building in Washington, D.C. und einer, zusammen mit dem letzten erhaltenen Mondstein, im Joseph Smith Geschichtszentrum der Gemeinschaft Christi.

## Nauvoo-Illinois-Tempel

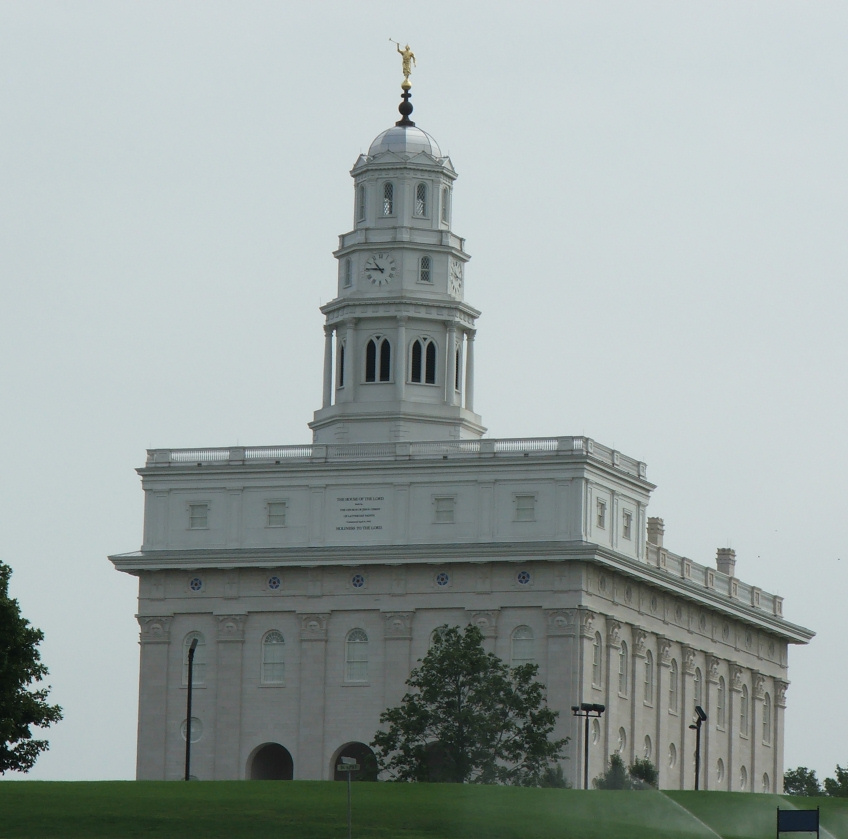
Östliche Seite des Tempels am Tag

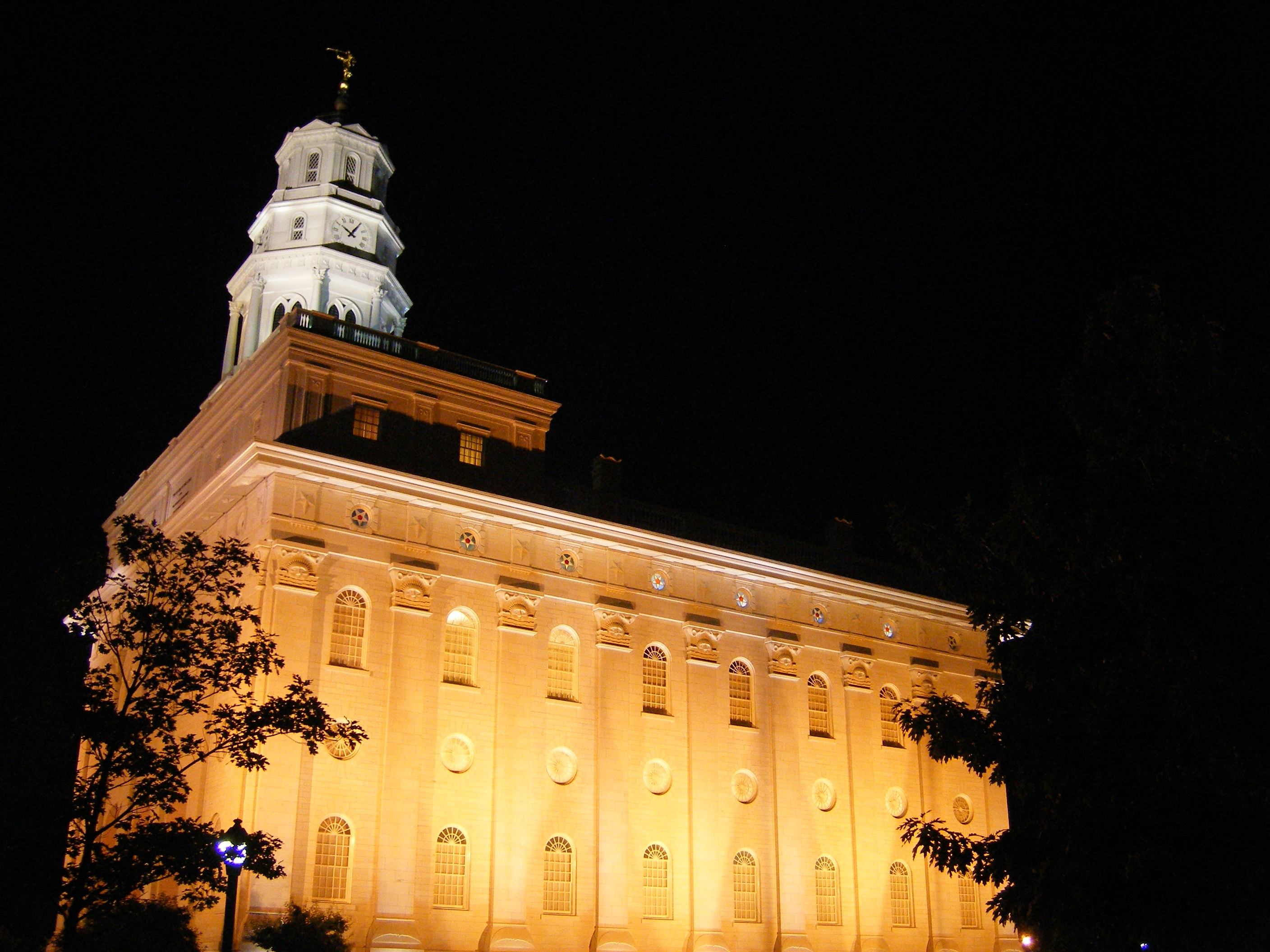
Südwestliche Seite des Tempels am Abend

Im Jahre 1999 gab der Präsident der Kirche, Gordon B. Hinckley, bekannt, dass der Tempel auf dem ursprünglichen Grundstück wieder aufgebaut wird. Nach zwei Jahren Bauzeit erfolgte am 27. Juni 2002 die Einweihung.